# Cantone di Nesle
Il Cantone di Nesle era una divisione amministrativa dell'arrondissement di Péronne.
È stato soppresso a seguito della riforma complessiva dei cantoni del 2014, che è entrata in vigore con le elezioni dipartimentali del 2015.
Comprendeva i comuni di:
- Béthencourt-sur-Somme
- Buverchy
- Cizancourt
- Épénancourt
- Falvy
- Grécourt
- Hombleux
- Languevoisin-Quiquery
- Licourt
- Marchélepot
- Mesnil-Saint-Nicaise
- Misery
- Morchain
- Nesle
- Pargny
- Pertain
- Potte
- Rouy-le-Grand
- Rouy-le-Petit
- Saint-Christ-Briost
- Voyennes